# Duliczky Vilmos
Duliczi Duliczky Vilmos Ferenc (Terézváros, Pest, 1827. június 16. – Budapest, 1874. szeptember 27.) fővárosi főlevéltárnok, tanácsi levéltárnok.

## Családja és származása
A római katolikus Turóc vármegyei nemesi származású duliczi Duliczky család sarja. Apja, idősebb duliczi Duliczky József (1785–?), Pest városa adószedői hivatal (harmincad) ellenőre, háztulajdonos, anyja, Huszák Zsuzsanna (1796–†?) volt.
 Apai nagyszülei duliczi Duliczky József, írnok, uradalmi kasznár, pesti háztulajdonos, aki 1805. április 3-án Pest városa választott polgárjogát szerezte meg, és Stublenicz Elisabeth (1749–1815) voltak. Anyai nagyszülei Huszák Ferenc Jakab, pesti aranyműves, háztulajdonos, és Stotcz Elisabeth voltak. Duliczky Vilmos apai ősapja, Duliczky-Gabrhel (sic!) Mihály, 1737. május 20.-án királyi adományként szerzett egy dulici birtokot III. Károly magyar királytól, amely tulajdona volt a rokonainak, a duliczi Bulyovszky családnak. Testvérei: Schwindler Ignác dohánykereskedőné Duliczky Erzsébet (1819–1894), Duliczky József (1817–1849), pesti cukrász, Duliczky Ferenc (1828–†?), posta számtiszt, Duliczky Lajos, Gottgieb Antalné duliczi Duliczky Zsuzsanna Terézia (1820–1855) és duliczi Duliczky Ede (1829–†?) voltak.

## Élete
Fiatal korában, 1851-ben, 1852-ben, írnokként tevékenykedett, később, 1860-ban, irodai tiszti, levéltárnoki, majd fővárosi főlevéltárnoki állást foglalt. 1861-ben, midőn a városi tisztviselők lemondásáról szóló jegyzőkönyvet gróf Pálffy Mór megsemmisítette, ő előre sejtve ezt, lemásolta, és jobb időkben előállt vele, hogy beiktassák. Pest városának 1865. február 8-i tanácsülése is foglalkozott a helytartótanácsnak január 28-án kelt „intézvényé”-vel, mely Pesty topográfiai helynévgyűjtésére hívta fel a figyelmet. A Tanács a város levéltárosát, Duliczky Vilmost bízta meg azzal, hogy Pesty Frigyessel (1823–1889) egyetértve készítse el a „gyűjtemény”-t. 1873. április 16-án Dulitzky Vilmos főlevéltárnoknak a kért 3 havi szabadságidő megadatott. 1874. szeptember 9-én Dulitzky Vilmos volt levéltárnoknak 875 forint nyugdíj szavaztatik meg, a mint az a belügyminister újabbi leiratában érintetett. Mentális egészsége hirtelen romlott és 1874. szeptember 27-én a pesti országos tébolydában hunyt el.
1854. február 27-én a pesti belvárosi plébánián, feleségül vette a polgári származású Huber Katalint (1828. szeptember 19.–Budapest, 1903. december 19.).